# Pär Ekström
Pär Ekström, född 17 augusti 1968, är en svensk fotbollsspelare som tidigare spelat i Örebro SK mellan 1998 och 2001. 
Ekström har även spelat i sin moderklubb Ronneby BK, Mjällby AIF, varit spelande tränare i Sillhövda AIK och i Saxemara IF.
Efter en tuff vårsäsong med Saxemara 2009, valde Ekström att börja spela för Belganet-Hallabro IF. I yngre dagar var "Eken" en snabb och teknisk spelare, med ett utpräglat målsinne. Han är dessutom lång och placeringssäker och vinner därför alltjämt, vid 45 års ålder, de flesta luftdueller. Han utgör med sin rutin och sina fotbollskvaliteter en viktig kugge i laget. 2024 spelar han vid 56 års ålder fortfarande seriespel med Johannishus SK i division 5 där han bland annat gjorde 2 mål i avgörande kvalmatchen för att stanna kvar i division 5. Under året spelade han även mot sina söner Hjalmar och Nisse i Ronneby BK. 